# Chrysina batesi
Chrysina batesi är en skalbaggsart som beskrevs av Adolphe Boucard 1875. Chrysina batesi ingår i släktet Chrysina och familjen Rutelidae. Inga underarter finns listade i Catalogue of Life.